# Ladonja (mjesečnik)
Ladonja je vjerski informativno-kulturni list, mjesečnik Porečko-pulske biskupije.

## Povijest
Pokrenuo ga je Antun Hek u Zagrebu. Isprva je izlazio od lipnja do listopada 1972. u obliku listića kao prilog obiteljskoga časopisa Kana, u izdanju Kršćanske sadašnjosti. Nazvan je po dugovjekovnome stablu pred mnogim crkvama u Istri, pod kojim se od davnina okuplja općinstvo. Ponovno je pokrenut 1981. godine, kada je izabrano uredničko vijeće (A. Hek i Sergije Jelenić), a prvi je broj, na 12 stranica, izišao za Božić te godine. U početku se tiskao u Zagrebu u Kršćanskoj sadašnjosti, potom u Pazinu. Ubrzo se proširio na 24 stranice (od toga 12 u boji). Izdavač je Istarsko književno društvo Juraj Dobrila, a od 1995. godine  »Josip Turčinović«, dioničko društvo za nakladničku i grafičku djelatnost u vlasništvu IKD Juraj Dobrila.

## Sadržaj
List povezuje istarske župe, izvješćuje o vjerskim, crkvenim i društvenim događajima, te prenosi poruke i razmišljanja. Objavljuje reportaže više stalnih rubrika (Graditi u ljubavi, Kako stvari stoje, Društvo i Crkva, Mladi, Barba Martin na čakavskom i druge), koje uređuju i u njima surađuju i svećenici i laici. Uređivao ga je i Ante Močibob.

## Vanjske poveznice
Mrežna mjesta
- Ladonja  Arhivirana inačica izvorne stranice od 3. rujna 2021. (Wayback Machine), službeno mrežno mjesto